# 竹頭崎 (臺南市)
竹頭崎，是臺灣臺南市南化區的一個傳統地域名稱，位於該區中部略偏西南。相較於今日行政區，其範圍大致包括玉山里西大半部、小崙里北部東側向北凸出部分。

## 歷史
台灣日治初期，竹頭崎地區為一（舊制）街庄，稱為「竹頭崎庄」，隸屬於楠梓仙溪西里。該庄西北與三埔庄、沙仔田庄為鄰，北與龜丹庄為鄰，東北一小段與阿里關庄為界，東邊為大邱園庄分水嶺西側部分，東南邊為大邱園庄分水嶺東側部分、茄苳湖庄，南邊為南庄，西南邊及西邊為北藔庄。
1901年（日治明治三十四年）11月，全台設置二十廳，該庄隸屬於臺南廳。1903年（明治三十六年）6月，該庄編入「外噍吧哖區」，隸屬於臺南廳。1909年（明治四十二年）10月，合併二十廳為十二廳，外噍吧哖區仍隸屬於臺南廳。1920年（大正九年），廢十二廳改設五州二廳，該庄改制為「竹頭崎」大字，隸屬於臺南州新化郡南化庄（新制街庄）。
戰後南化庄改制為南化鄉，隸屬於臺南縣，大字亦改制為村。1950年雲、嘉、南分治，南化鄉仍隸屬於臺南縣。2010年12月25日，因臺南縣市合併為直轄市臺南市，南化鄉改制為南化區，村亦改制為里。

## 聚落
本地區發展較早的聚落為中坑、南庄、小崙尾、桕仔埔、鏡面、興化藔、大草崙、分園角等，在日治期初期的官方地圖上已有記載。

## 交通
省道台20線的部分路段稱為「南部橫貫公路」，是臺南市臺南市區至臺東縣關山鎮德高的幹道（目前並未全線通車），經過本地區中部。由該道路西行可前往臺南市玉井區、左鎮區、山上區南端、新化區等地；東行可前往高雄市甲仙區、六龜區北部、桃源區，並止於梅山口；隨後路段「有條件通車」至中斷點天池。